# Wolziger Mühle
Die Wolziger Mühle war eine Wassermühle auf der Gemarkung des heutigen Wünsdorf (Ortsteil der Stadt Zossen) im Landkreis Teltow-Fläming (Brandenburg). Sie war möglicherweise der letzte Rest eines mittelalterlichen Dorfes (Woltz) oder wurde später an der Stelle eines mittelalterlichen Dorfes am Abfluss des Wolziger Sees zum Großen Wünsdorfer Sees errichtet. Sie wurde 1541 erstmals urkundlich erwähnt.

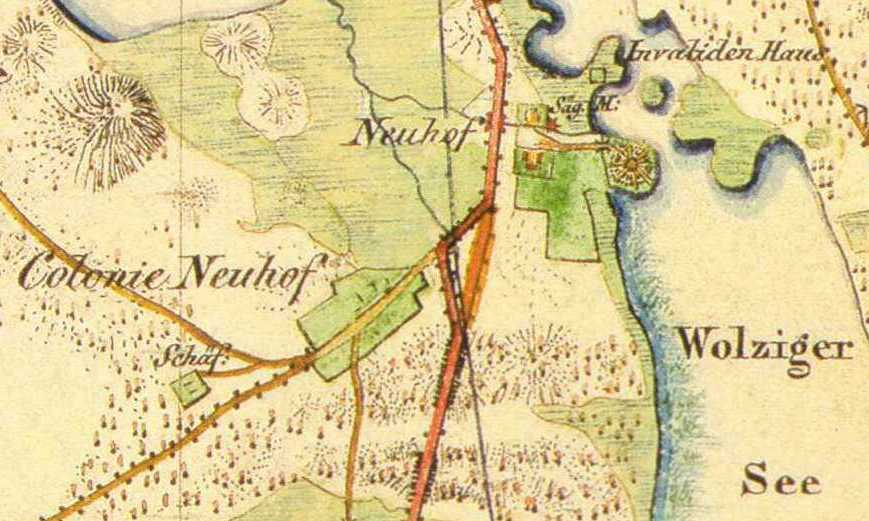
Die Wolziger Mühle auf dem Urmesstischblatt von 1841; dort als Sägemühle bezeichnet. Auf der anderen Seite des Fließes („Nottekanal“) das Vorwerk Neuhof. Nordöstlich das Etablissement Schlotthorst, als Invalidenhaus verzeichnet. Südwestlich liegt die „Colonie Neuhof“ und die Schäferei.

## Geographische Lage
Die Wolziger Mühle lag dicht am Beginn des Fließes zwischen dem Wolziger See und dem Großen Wünsdorfer See. Dieses Fließ wird heute auch als Nottekanal bezeichnet. In der Vergangenheit wurde dieses Fließ jedoch nicht mit der Notte in Verbindung gebracht und auch nie als Notte oder Nottekanal bezeichnet.

## Geschichte
1541 wird „der Moller zw Woltz“ urkundlich genannt. Die Nennung zu Woltz veranlasste bereits Berthold Schulze 1935 zur Annahme, dass „auf der Feldmark des im Mittelalter eingegangen Dorfes Woltzig ... im 17. Jahrhundert noch die Woltziger Mühle (bestand)“. Konkrete Quellen nennt er nicht. Ob nun die Wolziger Mühle der letzte Rest eines mittelalterlichen Dorfes war oder ob sie später an der Stelle des mittelalterlichen Dorfes neu angelegt wurde, oder ob sie ihren Namen lediglich nach dem Wolziger See erhielt (ohne Vorgängersiedlung) lässt sich derzeit nicht entscheiden. Archäologische Funde, die auf eine mittelalterliche Siedlung hindeuten könnten, liegen nicht vor. Der Name Woltz/Woltzig ist slawischen Ursprungs, jedoch nach Gerhard Schlimpert mehrdeutig bzw. kann von mehreren Grundformen abgeleitet werden. Unklar ist auch, ob der Ort nach dem See, oder der Wolziger See nach dem mutmaßlichen mittelalterlichen Dorf benannt ist. Er könnte von einer aso./plb. Grundform *Vol'š-k- oder auch *Vol'š-sk, Erle, Eller (vgl. nso. wolša = Erle) abgeleitet sein. Eine andere Deutung ist die Ableitung von einer Grundform *Vol'sk- zu *vol = Ochse oder einem Personennamen *Vol-, eine Koseform von *Volimir oder *Voligost. In diesem Fall wäre der See nach dem Ort benannt worden. Angesichts der zahlreichen anderen ähnlich lautenden Gewässernamen eher unwahrscheinlich. Eine dritte Möglichkeit ist die Ableitung von einer aso./plb. Grundform *Volč'sk- = Wolf.
Nach dem Erbregister des Amtes Zossen von 1583 hatte der Wolziger Müller eine Wassermühle mit einem Gang. Er hatte Äcker und Wiesen und durfte auf dem Wolziger See fischen. Die Mühle wurde im Dreißigjährigen Krieg zerstört. 1647 wird sie als „eine gantz zurr totalruin gekommede Muehle“ bezeichnet. 1649 war sie wieder aufgebaut und hatte nun zwei Gänge. Mit der Mühle war damals auch eine Schäferei verbunden, in dessen Schafstall 700 Schafe gehalten werden konnten. 1700/01 entstand auf der anderen Seite des Fließes (Nottekanal), das aus dem Wolziger See kommt, gegenüber der Wolziger Mühle ein Vorwerk, das 1701 als „auffm Neuen-Hoffe“ bezeichnet wird. 1711 wohnten neben dem Müller auch zwei Paar Hausleute und ein Hirte in Wolzig. 1745 wird die Wolziger Mühle wieder als Wassermühle mit einem Gang beschrieben. 1745 scheint die Schäferei bereits zum Vorwerk zu gehören bzw. mit diesem verbunden zu sein. 1749 wird neben Meier, Müller, den Hirten und vier Hausleuten auch ein Weinmeister genannt. Es handelt sich aber um eine einmalige Nennung. Weder in späteren Urkunden, noch in der Schmettauschen Karte wird wieder ein Weinmeister genannt bzw. ist ein Weinberg eingezeichnet. 1757/8 wurde südwestlich von Mühle und Vorwerk die „Colonie Neuhof“ angelegt. Besitzer der Wolziger Mühle war ein gewisser Bethge, der auch den Aufbau der Kolonie Neuhof leitete. 1788 war Johann Christian Wernicke Erb-Wassermüller auf der Wolziger Mühle. Die Wolziger Mühle blieb zunächst gemeindefrei; aus dem Vorwerk entstand der Gutsbezirk Neuhof. 1836 war immer noch ein Mühlenmeister Wernicke Besitzer der Wolziger Mühle. 1841 auf dem Urmesstischblatt ist die Mühle als Sägemühle bezeichnet, in der wie nur wenig jüngere Dokumente zeigen auch Getreide gemahlen wurde.
1864 wird der Mühlenbesitzer Carl Ernst August Kayser genannt. 1872 wurde die Wolziger Mühle vermutlich nach Verkauf um- bzw. z. T. neu gebaut, Besitzer war ein Mühlenmeister namens Seraphin. Der Vorbesitzer Kayser wird dabei erwähnt. 1873 wird die Einwohnerzahl der Wolziger Mühle mit 7 Personen angegeben. Die Wolziger Mühle scheint noch bis in die 1930er Jahre bestanden zu haben. Danach verliert sich die Spur der Wolziger Mühle bzw. ist die Geschichte noch nicht erforscht. Heute steht ein landwirtschaftliches Anwesen an der Stelle der alten Wolziger Mühle.
Die Wolziger Mühle gehörte zum Zeitpunkt der ersten urkundlichen Nennung zum Amt Zossen, das 1490/1 aus der Herrschaft Zossen entstanden war. 1655 wird sie bereits als Erbwassermühle bezeichnet, d. h., sie war in Privatbesitz. Auch 1771 wird sie ausdrücklich als private Wassermühle bezeichnet. 1876 wurde das gemeindefreie „Etablissement“ Wolziger Mühle an den Gemeindeverband Neuhof (Colonie Neuhof) angeschlossen. 1877 wurden Gutsbezirk und Gemeindebezirk Neuhof zur Gemeinde Neuhof vereinigt. Die Gemeinde Neuhof verlor 1974 mit der Eingemeindung nach Wünsdorf ihre Selbständigkeit und wurde ein Ortsteil von Wünsdorf. 2003 wurde Wünsdorf mit seinem Ortsteil Neuhof in die Stadt Zossen eingegliedert. Neuhof ist seither nur noch ein Gemeindeteil von Wünsdorf.
1778 entstand nordöstlich der Wolziger Mühle auf einer Halbinsel, die in der Wolziger See hinein ragte, das Etablissement Schlotthorst, zunächst ein Doppelfamilienhaus. 1841 ist es auf dem Urmesstischblatt als Invalidenhaus bezeichnet. Es gehörte zunächst zum gemeindefreien Bezirk der Wolziger Mühle und scheint erst um 1858 zusammen mit dem Chausseehaus Neuhof an der Straße (Chaussee) zwischen Wünsdorf und Neuhof nach Nächst-Wünsdorf eingegliedert worden zu sein.

## Belege